# Carex abitibiana
Carex abitibiana är en halvgräsart som beskrevs av Ernest Lepage. Carex abitibiana ingår i släktet starrar, och familjen halvgräs.
Artens utbredningsområde är Québec. Inga underarter finns listade i Catalogue of Life.